# Диспозиция (военное дело)
Диспози́ция (лат. dispositio — размещение, расположение, распределение):
- в гвардии, армии и так далее (сухопутные войска), в XVIII — XIX столетиях, письменный приказ командира, в котором подчинённым частям выкладывались боевые задачи или план расположения войск на поле боя;
- на флоте план размещения боевых кораблей на рейде[6], базе, в открытом море.

В России, 27 апреля 1912 года, термин заменён терминами «приказ» («боевой приказ»), «директива». Впоследствии вместо термина «Диспозиция», в военном деле, стали употребляться термины «боевой порядок», «оперативное построение». Частично значение «Диспозиция» сохранилось в военно-морском флоте (ВМФ).

## История
В Толковом словаре живого великорусского языка Владимира Даля указано что слово Диспози́ция женского рода, военное, французское, и означает распоряжение военачальника, как войскам расположиться частями своими и как действовать; боевое расписание; распорядок.

### Войска
В войсках письменное приказание (приказ по войскам) военачальника, в котором излагаются распоряжения для движения или боя (пред боем, излагающий порядок передвижений и расположения частей войск до начала сражения и по мере его развития) называется Диспозиция (лат., военн.).
В Уставе полевой службы, Вооружённых сил России, Высочайше утвержденном 27 апреля 1912 года, термин «диспозиция» для всех случаев заменён термином «приказ».

### Флот
Во флоте, в боевом отношении, слово «диспозиция» имеет очень ограниченное значение и, во всяком случае, не имеет ничего общего с тем, которое ему присвоено в сухопутной армии.
На флоте расположение судов (кораблей) на якоре называется Диспозиция. По усмотрению командующего адмирала, такая диспозиция, составляется каждый раз перед приходом эскадры на стоянку в какой-либо порт. В мирное время составлением диспозиции преследуется, главным образом, удобство наблюдения с флагманского судна за всеми остальными судами эскадры, а также и возможность быстрого между ними сообщения на шлюпках. Смотровые диспозиции имеют своей целью расположение судов для Высочайших и иных смотров, причем, в зависимости от места производства смотра, составляются так, чтобы расположить весь флот в несколько линий, сообразно рангу судов.
Частично значение «Диспозиция» сохранилось в ВМФ. В ВМФ ВС России, «диспозиция» плановое и фактическое расположение кораблей в пределах акватории пункта базирования, рейда или якорной стоянки, а в ВМФ ВС западных государств расположение групп, дивизионов, эскадр относительно друг друга для ведения боя (сражения).